# Ciro Dammicco
Ciro Dammicco, también conocido por el seudónimo Zacar (Bari, Apulia, 16 de junio de 1947), es un cantante, compositor, productor de televisión y productor de cine italiano. Es conocido por su composición «Soleado», publicada en 1974.

## Biografía

### Músico
Comenzó su carrera artística como músico y compositor en los años 1970 en el Grupo de bisonte. Más tarde fundó y fue el líder del grupo musical Daniel Sentacruz Ensemble, con el que alcanzó el éxito en el ranking italianos e internacionales, sobre todo gracias a la canción «Soleado» (también se extendió, adaptado, con el título «Cuando nace un niño»), sencillo que vendió más de cinco millones de discos y del que además de intérprete era también el autor.
Como compositor ha tenido éxito en todo el mundo, vendiendo millones de discos y recibiendo algunos premios con discos de oro y platino. Entre los artistas más famosos que han grabado sus canciones se incluyen Johnny Mathis, Mireille Mathieu,Kenny Rogers y Dyango.
Entre sus composiciones se cuentan Soleado, hermoso Linda Linda, Todo el Tiempo del Mundo, En ne pas sans vive para decir adiós, Un príncipe en el exilio, Tranen nicht lügen, Cuando nace un niño. En 1975 Dyango grabó la versión en castellano de "cosi era e cosi sia" titulada "cuando quieras, donde quieras" vendiendo más de 500mil copias.
Televisión y producción de películas

### Cambio
En los años 1980, comenzó su carrera en televisión como productor en Estados Unidos, donde vivió durante unos cinco años, haciendo una serie de segmentos para la transmisión de las palomitas, para el grupo Mediaset. Fue el fundador y director artístico de la primera televisión de música en Italia -Videomusic.
En 1986 cofundó las imágenes del águila, las empresas de distribución y cine, televisión y vídeo doméstico. En quince años, el Águila ha convertido en el sector, una de las más importantes compañías independientes italianos. De Eagle Pictures, ha ocupado el cargo de Director y Vicepresidente, con diversas responsabilidades operativas, la adquisición internacional, producciones italianas y extranjeras, la venta de derechos de televisión de la RAI, Mediaset y otros canales de televisión y de satélite. Se ha producido algunas películas internacionales, miniseries de televisión y películas de televisión.

### Deporte
Como deporte ha estado practicando taekwondo, llegando segundo cinturón negro Dan. Además, fue Presidente de Todi F. C. durante cinco años, llevando al equipo a partir de la primera categoría de la serie D, ganando la Copa Italiana Serie D.

### Vida privada
Tiene cinco hijos: Luca, Pablo, Nathan, Charlotte y Ciro.

## Discografía
| Álbum    | Año  | Discográfica |
| -------- | ---- | ------------ |
| Mittente | 1973 | EMI          |
| Gente    | 1981 | Durium       |

| Sencillo                    | Año  | Discográfica |
| --------------------------- | ---- | ------------ |
| «Vorrei poterti dir ti amo» | 1972 | Columbia     |
| «Così era e così sia»       | 1972 | Columbia     |
| «Un uomo nella vita»        | 1973 | EMI          |
| «Per chi»                   | 1981 | Durium       |